# Безособові форми на -но, -то
Безособо́ві фо́рми на -но, -то (інші назви: безособові дієслівні форми на -но, -то, дієслівні форми на -но, -то, присудко́ві форми на -но, -то) — незмінювані форми дієслова, що називають дію, виконану невідомою або неназваною особою. Приклади: Лист напи́сано швидко; Наказ підпи́сано ручкою; Хліб порі́зано ножем. Із дієслівних категорій їм властива лише категорія виду.
Ці форми в односкладних безособових реченнях виступають у ролі головного члена у формі присудка: Я збагнула, що забуття не судженоГоловний член у формі присудка мені (Леся Українка).
Безособові форми на -но, -то в сучасній українській мові творяться від пасивних дієприкметників на -н(ий), -т(ий) за допомогою суфікса -о-: зірваний → зірвано, прочитаний → прочитано, забутий → забуто.

## Походження
За походженням ці форми є колишніми короткими дієприкметниками пасивного стану минулого часу середнього роду однини, що в номінативі мали закінчення -о. Короткі форми дієприкметників давно вже не вживають в українській мові. Натомість збереглися безособові форми на -но, -то, які в сучасній мові творяться від пасивних дієприкметників. Вони не відмінюються ні за родами, ні за числами, ні за відмінками.

## Уживання
Безособові дієслівні форми на -но, -то вживають, зокрема, у текстах оголошень із попереджувальною інформацією в громадських місцях і транспорті. Приклади: Стороннім вхід заборонено; Курити заборонено; Входити з тваринами заборонено. Загалом їх вживають, щоб підкреслити результат дії, при цьому в жодному разі не називаючи виконавця дії.

### Особливості вживання безособових форм на-но, -то
Дієслівні форми на -но, -то називають дію, виконану невідомою або неназваною особою (суб'єктом). Утім, у багатьох випадках у реченнях із цими формами називають і суб'єкта (виконавця) дії в орудному відмінку. Граматично такий суб'єкт у реченні виступає в ролі додатка. Наприклад, Наказ підписано директоромСуб'єкт дії в орудному відмінку; Дорогу заасфальтовано робітниками. Таким чином, у наведених прикладах названо дійову особу, хоч граматично й виражену додатком. Низка вітчизняних мовознавців, зокрема Олена Курило, вказують на неприродність для сучасної української літературної мови подібних пасивних синтаксичних конструкцій, у яких дійова особа граматично виражена додатком, та рекомендують замість них уживати активні. Тому такі конструкції науковці рекомендують заміняти на активні з підметом, вираженим іменником у називному відмінку, присудком у формі особового дієслова і додатка у формі знахідного: Директор підписав наказ; Робітники заасфальтували дорогу. Однак у реченнях зі словами на -но, -то можна називати знаряддя дії, до якого ставимо питання не ким?, а чим?. Приклади: Наказ підписано ручкоюЗнаряддя дії. Питання: чим?; Дорогу покрито асфальтом; Хліб порізано ножем; Злодія вбито ножем.
Водночас сучасні українські мовознавці рекомендують надавати перевагу безособовим дієслівним формам на -но, -то в поєднанні із знахідним відмінком іменника, особливо в наукових і ділових текстах: створено нову лабораторію, було здійснено аналіз. У таких неозначено-особових моделях не названо особу-діяча, що дозволяє виражати широкі узагальнення або загальні судження. Ці форми дають змогу висловити думку чітко, стисло і точно, не акцентуючи увагу на особі діяча. На використанні властивих для українського синтаксису безособових на -то і -но замість форм пасивних дієприкметників також наголошував український філолог Юрій Шевельов.
Помилкову фразу «На рисунку показана система комплексного аналізу діяльності сучасного комерційного банку» мовознавці рекомендують замінити на модель «безособової форми на -но, -то із додатком у знахідному відмінку»: «На рисунку показано систему комплексного аналізу діяльності сучасного комерційного банку». Фразу «Для продовження будівництва будуть залучені додаткові кошти» краще сформулювати «Для продовження будівництва буде залучено додаткові кошти», а речення «У процесі обчислення відповідного показника була використана розрахункова сума резерву» точніше передавало б думку в такому формулюванні: «У процесі обчислення відповідного показника було використано розрахункову суму резерву».